# Futura Volley Giovani 2022-2023
Questa voce raccoglie le informazioni riguardanti la Futura Volley Giovani nelle competizioni ufficiali della stagione 2022-2023.

## Stagione
Nella stagione 2022-23 la Futura Volley Giovani assume la denominazione sponsorizzata di Futura Giovani Busto Arsizio.
Partecipa per la quarta volta consecutiva al campionato di Serie A2 terminando il girone A della regular season al quarto posto in classifica. Disputa quindi la pool promozione che chiude all'ottavo posto.
A seguito del terzo posto in classifica al termine del girone di andata, si qualifica per la Coppa Italia di Serie A2, dove giunge fino alle semifinali venendo eliminata dalla Millenium Brescia.

## Organigramma societario
Area direttiva
- Presidente: Franco Forte
- Presidente onorario: Raffaella Forte
- Direttore sportivo: Matteo Lucchini
- Team manager: Beatrice Francesconi
- Segretaria amministrativa: Roberta Callone
- Responsabile logistica: Claudio Marelli
- Consulente legale: Roberto Porrello
- Dirigente accompagnatore: Corrado Galli
- Addetto arbitri: Gianluca Navi

Area tecnica
- Allenatore: Daris Amadio
- Allenatore in seconda: Nicolò Cozzi
- Assistente allenatore: Davide Barella
- Scout man: Marco Chiodini

Area comunicazione
- Responsabile comunicazione: Roberto Bojeri
- Responsabile New media: Roberto Protasoni
- Fotografo: Sergio Banfi
- Speaker: Roberto Protasoni

Area marketing
- Responsabile marketing: Pierfranco Caprioli

Area sanitaria
- Medico: Nadia Brogioli
- Preparatore atletico: Matteo Rossetti
- Fisioterapista: Marta Pedroli
- Massoterapista: Marco Forte

## Rosa
| N° | Nome                 | Ruolo | Data di nascita  | Nazionalità sportiva |
| -- | -------------------- | ----- | ---------------- | -------------------- |
| 1  | Clara Venco          | P     | 20 novembre 2002 | Italia               |
| 2  | Sofia Milani         | S     | 6 gennaio 2005   | Italia               |
| 3  | Cristina Fiorio      | S     | 18 marzo 1997    | Italia               |
| 4  | Gaia Badalamenti     | S     | 11 giugno 2002   | Italia               |
| 5  | Martina Balboni      | P     | 29 gennaio 1991  | Italia               |
| 6  | Alessandra Mistretta | L     | 5 febbraio 2002  | Italia               |
| 7  | Martina Morandi      | L     | 16 gennaio 2002  | Italia               |
| 8  | Viola Tonello        | C     | 3 gennaio 1994   | Italia               |
| 9  | Elisa Zanette        | O     | 17 febbraio 1996 | Italia               |
| 12 | Alessia Arciprete    | S     | 6 settembre 1997 | Italia               |
| 14 | Alexandra Botezat    | C     | 3 agosto 1998    | Italia               |
| 15 | Chiara Pandolfi      | C     | 15 maggio 2004   | Italia               |
| 17 | Leketor Member-Meneh | S     | 1º giugno 1999   | Stati Uniti          |

## Mercato
| Acquisti | Acquisti             | Acquisti            | Acquisti   |
| R.       | Nome                 | da                  | Modalità   |
| -------- | -------------------- | ------------------- | ---------- |
| S        | Alessia Arciprete    | Roma Club           | definitivo |
| S        | Gaia Badalamenti     | Soverato            | definitivo |
| P        | Martina Balboni      | Academy Sassuolo    | definitivo |
| C        | Alexandra Botezat    | Megavolley          | definitivo |
| S        | Cristina Fiorio      | Montecchio Maggiore | definitivo |
| S        | Leketor Member-Meneh | Pittsburgh          | definitivo |
| L        | Alessandra Mistretta | Montecchio Maggiore | definitivo |
| C        | Chiara Pandolfi      | AGIL                | definitivo |
| C        | Viola Tonello        | Megavolley          | definitivo |
| P        | Clara Venco          | Lugano              | definitivo |
| O        | Elisa Zanette        | Cuneo Granda        | definitivo |

| Cessioni | Cessioni           | Cessioni            | Cessioni   |
| R.       | Nome               | a                   | Modalità   |
| -------- | ------------------ | ------------------- | ---------- |
| S        | Giulia Angelina    | Montecchio Maggiore | definitivo |
| P        | Letizia Badini     | Pro Victoria        | definitivo |
| S        | Maria Teresa Bassi | Lecco Picco         | definitivo |
| O        | Erblira Bici       | Roma Club           | definitivo |
| S        | Federica Biganzoli | Cabiate             | definitivo |
| C        | Luisa Casillo      | ?                   | ?          |
| P        | Ilaria Demichelis  | L'Alba              | definitivo |
| L        | Barbara Garzonio   | -                   | ritirata   |
| C        | Chiara Landucci    | Esperia             | definitivo |
| C        | Giuditta Lualdi    | UYBA                | definitivo |
| C        | Maia Monaco        | Club Italia         | prestito   |
| C        | Benedetta Sartori  | Casalmaggiore       | definitivo |
| L        | Silvia Sormani     | Virtus Biella       | definitivo |

## Risultati

### Serie A2

#### Girone di andata
| 1ª Giornata - 23 ottobre 2022 PalaManera, Mondovì                     | Mondovì           | 1 - 3 | Futura Giovani | 21-25, 18-25, 25-17, 19-25        |
| 2ª Giornata - 30 ottobre 2022 PalaBorsani, Castellanza                | Futura Giovani    | 3 - 0 | Montale        | 25-21, 25-20, 25-23               |
| 3ª Giornata - 6 novembre 2022 PalaGeorge, Montichiari                 | Millenium Brescia | 3 - 1 | Futura Giovani | 25-21, 21-25, 25-15, 25-21        |
| 4ª Giornata - 9 novembre 2022 PalaBorsani, Castellanza                | Futura Giovani    | 3 - 2 | Idea Sassuolo  | 25-18, 28-26, 27-29, 21-25, 15-11 |
| 5ª Giornata - 13 novembre 2022 PalaCoim, Offanengo                    | Offanengo         | 1 - 3 | Futura Giovani | 23-25, 20-25, 25-19, 21-25        |
| 6ª Giornata - 20 novembre 2022 PalaBione, Lecco                       | Lecco Picco       | 2 - 3 | Futura Giovani | 18-25, 14-25, 25-21, 25-23, 13-15 |
| 7ª Giornata - 23 novembre 2022 PalaBorsani, Castellanza               | Futura Giovani    | 3 - 0 | Hermaea        | 25-15, 25-17, 25-18               |
| 8ª Giornata - 27 novembre 2022 PalaSanbapolis, Trento                 | Trentino          | 3 - 0 | Futura Giovani | 25-21, 30-28, 25-10               |
| 9ª Giornata - 3 dicembre 2022 PalaBorsani, Castellanza                | Futura Giovani    | 3 - 0 | Esperia        | 25-19, 25-16, 25-15               |
| 10ª Giornata - 11 dicembre 2022 PalaFrancescucci, Casnate con Bernate | Alba              | 3 - 1 | Futura Giovani | 25-16, 20-25, 28-26, 25-21        |
| 11ª Giornata - 18 dicembre 2022 PalaBorsani, Castellanza              | Futura Giovani    | 3 - 0 | Club Italia    | 25-22, 25-13, 25-16               |

#### Girone di ritorno
| 12ª Giornata - 26 dicembre 2022 PalaBorsani, Castellanza                  | Futura Giovani | 3 - 0 | Mondovì           | 25-22, 25-14, 28-26               |
| 13ª Giornata - 8 gennaio 2023 Palestra Vezio Magagni, Castelnuovo Rangone | Montale        | 0 - 3 | Futura Giovani    | 22-25, 14-25, 16-25               |
| 14ª Giornata - 14 gennaio 2023 PalaBorsani, Castellanza                   | Futura Giovani | 2 - 3 | Millenium Brescia | 25-19, 26-24, 18-25, 24-26, 13-15 |
| 15ª Giornata - 22 febbraio 2023 PalaPaganelli, Sassuolo                   | Idea Sassuolo  | 3 - 1 | Futura Giovani    | 25-22, 17-25, 25-21, 25-14        |
| 16ª Giornata - 22 gennaio 2023 PalaBorsani, Castellanza                   | Futura Giovani | 3 - 0 | Offanengo         | 25-15, 25-20, 25-21               |
| 17ª Giornata - 4 febbraio 2023 PalaBorsani, Castellanza                   | Futura Giovani | 3 - 1 | Lecco Picco       | 25-16, 27-25, 20-25, 25-20        |
| 18ª Giornata - 8 febbraio 2023 Geopalace, Olbia                           | Hermaea        | 3 - 2 | Futura Giovani    | 25-20, 21-25, 23-25, 25-23, 15-10 |
| 19ª Giornata - 12 febbraio 2023 PalaBorsani, Castellanza                  | Futura Giovani | 1 - 3 | Trentino          | 25-14, 21-25, 19-25, 21-25        |
| 20ª Giornata - 18 febbraio 2023 PalaRadi, Cremona                         | Esperia        | 1 - 3 | Futura Giovani    | 25-22, 21-25, 13-25, 13-25        |
| 21ª Giornata - 26 febbraio 2023 PalaBorsani, Castellanza                  | Futura Giovani | 3 - 0 | Alba              | 25-21, 25-19, 25-17               |
| 22ª Giornata - 5 marzo 2023 Centro Pavesi, Milano                         | Club Italia    | 1 - 3 | Futura Giovani    | 25-20, 21-25, 16-25, 24-26        |

#### Pool promozione
| 1ª Giornata - 11 marzo 2023 PalaBorsani, Castellanza                          | Futura Giovani      | 2 - 3 | Soverato             | 21-25, 15-25, 26-24, 25-19, 10-15 |
| 2ª Giornata - 19 marzo 2023 Palazzetto dello Sport, San Giovanni in Marignano | Adolfo Consolini    | 3 - 0 | Futura Giovani       | 25-16, 25-23, 25-21               |
| 3ª Giornata - 26 marzo 2023 PalaFerroli, San Bonifacio                        | Montecchio Maggiore | 1 - 3 | Futura Giovani       | 20-25, 18-25, 26-24, 22-25        |
| 4ª Giornata - 1º aprile 2023 PalaBorsani, Castellanza                         | Futura Giovani      | 3 - 0 | Libertas Martignacco | 25-20, 25-11, 25-18               |
| 5ª Giornata - 8 aprile 2023 PalaBorsani, Castellanza                          | Futura Giovani      | 2 - 3 | Roma Club            | 22-25, 25-16, 19-25, 25-23, 9-15  |
| 6ª Giornata - 14 aprile 2023 Palazzetto dello Sport, Latisana                 | Talmassons          | 3 - 1 | Futura Giovani       | 23-25, 25-19, 25-18, 25-18        |

### Coppa Italia di Serie A2
| Ottavi di finale - 11 gennaio 2023 PalaBorsani, Castellanza                          | Futura Giovani    | 3 - 0 | Soverato       | 25-22, 25-17, 25-18        |
| Quarti di finale - 18 gennaio 2023 Palazzetto dello Sport, San Giovanni in Marignano | Adolfo Consolini  | 0 - 3 | Futura Giovani | 23-25, 19-25, 23-25        |
| Semifinali - 25 gennaio 2023 PalaGeorge, Montichiari                                 | Millenium Brescia | 3 - 1 | Futura Giovani | 25-22, 25-19, 22-25, 25-23 |

## Statistiche

### Statistiche di squadra
| Competizione             | Punti | In casa | In casa | In casa | In trasferta | In trasferta | In trasferta | Totale | Totale | Totale |
| Competizione             | Punti | G       | V       | P       | G            | V            | P            | G      | V      | P      |
| ------------------------ | ----- | ------- | ------- | ------- | ------------ | ------------ | ------------ | ------ | ------ | ------ |
| Serie A2                 | 53    | 14      | 10      | 4       | 14           | 7            | 7            | 28     | 17     | 11     |
| Coppa Italia di Serie A2 |       | 1       | 1       | 0       | 2            | 1            | 1            | 3      | 2      | 1      |
| Totale                   | -     | 15      | 11      | 4       | 16           | 8            | 8            | 31     | 19     | 12     |

G = partite giocate; V = partite vinte; P = partite perse 

### Statistiche dei giocatori
| Giocatore       | Serie A2 | Serie A2 | Serie A2 | Serie A2 | Serie A2 | Coppa Italia di Serie A2 | Coppa Italia di Serie A2 | Coppa Italia di Serie A2 | Coppa Italia di Serie A2 | Coppa Italia di Serie A2 | Totale | Totale | Totale | Totale | Totale |
| Giocatore       | P        | PT       | AV       | MV       | BV       | P                        | PT                       | AV                       | MV                       | BV                       | P      | PT     | AV     | MV     | BV     |
| --------------- | -------- | -------- | -------- | -------- | -------- | ------------------------ | ------------------------ | ------------------------ | ------------------------ | ------------------------ | ------ | ------ | ------ | ------ | ------ |
| A. Arciprete    | 25       | 281      | 238      | 20       | 23       | 3                        | 26                       | 25                       | 0                        | 1                        | 28     | 307    | 263    | 20     | 24     |
| G. Badalamenti  | 24       | 97       | 76       | 7        | 14       | 3                        | 13                       | 12                       | 0                        | 1                        | 27     | 110    | 88     | 7      | 15     |
| M. Balboni      | 28       | 59       | 42       | 7        | 10       | 3                        | 6                        | 2                        | 4                        | 0                        | 31     | 65     | 44     | 11     | 10     |
| A. Botezat      | 28       | 265      | 156      | 74       | 35       | 3                        | 18                       | 10                       | 6                        | 2                        | 31     | 283    | 166    | 80     | 37     |
| C. Fiorio       | 19       | 109      | 91       | 8        | 10       | 2                        | 2                        | 2                        | 0                        | 0                        | 21     | 111    | 93     | 8      | 10     |
| L. Member-Meneh | 21       | 280      | 232      | 21       | 27       | 3                        | 47                       | 33                       | 5                        | 9                        | 24     | 327    | 265    | 26     | 36     |
| S. Milani       | 4        | 2        | 0        | 0        | 2        | 0                        | 0                        | 0                        | 0                        | 0                        | 4      | 2      | 0      | 0      | 2      |
| A. Mistretta    | 28       | 0        | 0        | 0        | 0        | 3                        | 0                        | 0                        | 0                        | 0                        | 31     | 0      | 0      | 0      | 0      |
| M. Morandi      | 0        | 0        | 0        | 0        | 0        | 0                        | 0                        | 0                        | 0                        | 0                        | 0      | 0      | 0      | 0      | 0      |
| C. Pandolfi     | 8        | 15       | 10       | 3        | 2        | 1                        | 3                        | 3                        | 0                        | 0                        | 9      | 18     | 13     | 3      | 2      |
| V. Tonello      | 26       | 247      | 203      | 37       | 7        | 3                        | 30                       | 23                       | 6                        | 1                        | 29     | 277    | 226    | 43     | 8      |
| C. Venco        | 17       | 4        | 4        | 0        | 0        | 3                        | 3                        | 2                        | 1                        | 0                        | 20     | 7      | 6      | 1      | 0      |
| E. Zanette      | 26       | 462      | 399      | 33       | 30       | 2                        | 32                       | 27                       | 4                        | 1                        | 28     | 494    | 426    | 37     | 31     |

P = presenze; PT = punti totali; AV = attacchi vincenti; MV = muri vincenti; BV = battute vincenti